# Murgube
Murgube ou Margube (em árabe: المرقب‎; romaniz.: Al Murqub/Marqab/Morqib/Murgub/Margub) é um dos distritos da Líbia. Sua principal cidade e capital é Homs. O amplamente visitado Patrimônio Mundial da UNESCO de Léptis Magna também se situa no distrito. Ao norte, Murgube possui uma linha costeira no mar Mediterrâneo. Em terra, faz divisa com Misurata a leste e sul, Trípoli a noroeste e Jabal Algarbi a oeste.
Foi criado em 1995, quando contabilizou-se 45 200 residentes. Segundo censo de 2001, tinha 251 377 residentes e segundo o de 2012, 448 260, dos quais 442 225 são líbios e 6 035 não-líbios. O tamanho médio das famílias líbias era 5.51, enquanto o tamanho médio das não-líbios era de 3.69. Há no total 86 413 famílias no distrito, com 84 746 sendo líbias e 1 667 não-líbias. Em 2012, aproximados 1 651 indivíduos morreram no distrito, dos quais 1 175 eram homens e 476 eram mulheres.